# Garage house
Garage house (også kendt som New York house, New York garage, US garage og Garage) er en stilart af house som blev udviklet på natklubben Paradise Garage i New York og Club Zanzibar i Newark, New Jersey. Ligesom Chicago house, udviklede garage house sig direkte fra disco, men formår at bevare flere elementer fra den originale discolyd. Genren er mere mærkbart påvirket af soul og gospel og med renere produktionsværdier, som gav det en mere organisk følelse.